# Lugalzagezi
 Lugalzagesi of Lugalzaggisi  was van 2340 tot 2316 v.Chr. ensi van Umma. Hij wist een flink deel van het verdeelde en door burgeroorlog verscheurde Soemer te veroveren en kon zich zo 24 jaar koning van Soemer, "Koning van de vier windstreken", noemen. Een rijk dat zich uitstrekte van de Perzische Golf tot aan de Middellandse Zee.
Hij veroverde eerst Girsu en nam wraak voor de twee eeuwen vernedering die Umma van Girsu verduurd had door de stad te verwoesten. Hij stak de Anatsura, de plaatselijke tempel, in brand en vergoot bloed in het heiligdom E-engur van de godin Nansje. Ook Lagasj moest het ontgelden. Koning Uruinimgina werd gedood en de tempel van Ningirsu geplunderd. Ook Uruk viel en zelfs in Nippur is een inscriptie gevonden waarin Lugalzagesi pocht op zijn heerschappij over heel Soemer. Hij zou echter voorlopig de laatste Sumerische vorst zijn die dit kon doen. 
De bekerdrager van de koning van Kisj, Ur-zababa, een Akkadische jongen van onbekende afkomst, wist de macht over te nemen omstreeks 2375 v.Chr. en ontpopte zich als een groot veroveraar. Hij zou als Sargon van Akkad Soemer en Akkad onder Semitisch bewind verenigen.